# アンジェラ (2005年の映画)
『アンジェラ』（原題：Angel-A）は、2005年のフランス映画。監督はリュック・ベッソン。

## ストーリー
借金の返済期限が48時間後に迫ったのに返すあてのないアンドレ。返せなければギャングに殺されてしまうかもしれず、進退窮まったアンドレはアレクサンドル3世橋に向かい、セーヌ川へ飛び込もうとする。しかしその時、長身で金髪の美女が現れ、アンドレより先に飛び込んでしまう。

## キャスト
※括弧内は日本語吹き替え
- アンドレ - ジャメル・ドゥブーズ（神奈延年）
- アンジェラ - リー・ラスムッセン（本田貴子）
- フランク - ジルベール・メルキ（家中宏）
- ペドロ - セルジュ・リアブキン（石井隆夫）